# San Zenone al Lambro
San Zenone al Lambro település Olaszországban, Lombardia régióban, Milánó megyében. Lakosainak száma 4429 fő (2023. január 1.). San Zenone al Lambro Cerro al Lambro, Salerano sul Lambro, Sordio, Tavazzano con Villavesco, Vizzolo Predabissi, Casaletto Lodigiano és Lodi Vecchio községekkel határos.

## Népesség
A település lakossága az elmúlt években az alábbi módon változott:
| Lakosok száma | 4341 | 4505 | 4475 | 4429 |
|               | 2013 | 2017 | 2018 | 2023 |